# Iron Man (film, 2008)
Iron Man je americký akční film z roku 2008, který natočil režisér Jon Favreau podle komiksů o Iron Manovi. V hlavní roli Tonyho Starka, bohatého a geniálního vynálezce, který si sestrojí obrněný a vyzbrojený oblek a stane se tak superhrdinou, se představil Robert Downey Jr., jenž si zahrál i v navazujících filmech Iron Man 2 (2010) a Iron Man 3 (2013). Jedná se o první celovečerní snímek z filmové série Marvel Cinematic Universe.

## Příběh
Geniální miliardář, vynálezce a playboy Tony Stark je majitelem zbrojařské firmy Stark Industries, kterou zdědil po otci. Společně se svým přítelem a kolegou, podplukovníkem Rhodesem, odletí do válkou zmítaného Afghánistánu, aby americké armádě osobně převedl nově vyvinutou ničivou raketu Jericho. Při návratu z ukázky je kolona vozidel přepadena a Stark těžce zraněn.
Probere se v jeskyni, kde se setká s doktorem Jinsenem, který mu zachránil život tím, že mu do hrudi implantoval elektromagnet, který udržuje střepiny mimo srdce. Teroristická skupina Deset kruhů (v originále Ten Rings) zadržela oba vědce, aby jí z dostupných součástek sestrojili raketu Jericho. Pod zástěrkou několikaměsíční práce však Stark místo ní tajně vyrobí vyzbrojený kovový oblek, který jim má pomoci uprchnout. Sestrojí také miniaturní obloukový reaktor, který napájí jak elektromagnet v jeho hrudníku, tak systémy obleku. V něm dokáže utéct a nakonec ho zachrání američtí vojáci. Jinsen však v boji s teroristy zemře.
Po návratu do USA způsobí Stark poprask u spolupracovníků a akcionářů své firmy, protože na tiskové konferenci oznámí, že přestane vyrábět zbraně. V zajetí totiž zjistil, že i teroristé disponují jeho smrtonosnými výrobky. Odklon od výroby zbraní se nelíbí jeho spolupracovníkovi Obadiahu Staneovi, který už dlouho plánuje Starka z vedení firmy odstavit a převzít ji po něm. Sám totiž prodává zbraně i teroristům a proto si najal Deset kruhů na odstranění Tonyho. Stark mezitím doma v Kalifornii pokračuje ve vývoji lepších verzí svého obleku, ve kterém dokáže pomocí trysek i létat.
Protože se dozví, že teroristé útočí na Jinsenovu rodnou vesnici raketami Jericho, které jim doručil Stane, odletí v obleku do Afghánistánu, kde civilisty zachrání. Při zpátečním letu se střetne se dvěma F-22, ovšem nakonec na dálku odhalí svoji totožnost kamarádovi Rhodesovi. Stane mezitím získá od Deseti kruhů trosky prvního Starkova obleku a reverzním inženýrstvím dokáže zkonstruovat podobný, avšak mnohem větší. Tony, s pomocí své osobní asistentky Pepper Pottsové, získá důkazy o Staneově zradě a ve svých oblecích se střetnou v areálu firmy. Stane je v boji poražen a zemře a tisk následující den spekuluje o záhadném „železném muži“, neboť zástěrce o porouchaném robotovi nikdo nevěří. Na tiskové konferenci Stark nakonec přizná, že je Železným mužem (v originále Iron Man).
Ředitel tajné agentury S.H.I.E.L.D. (v českém dabingu jako Š.T.Í.T.) Nick Fury navštíví Tonyho Starka doma, kde mu prozradí, že není jediným superhrdinou na světě a vysvětlí mu, že s ním chce probrat „program Avengers“.

## Obsazení

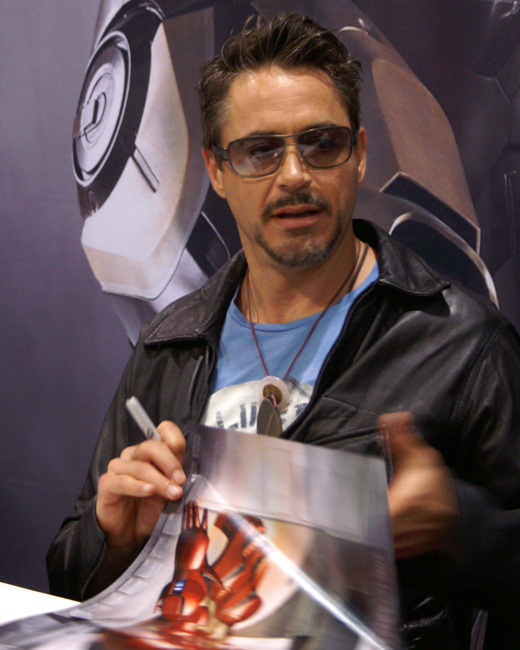
Robert Downey Jr. propagující film Iron Man na Comic-Conu 2007

- Robert Downey Jr. (český dabing: Radovan Vaculík) jako Tony Stark / Iron Man
- Terrence Howard (český dabing: Bohdan Tůma) jako podplukovník James „Rhodey“ Rhodes
- Jeff Bridges (český dabing: Pavel Soukup) jako Obadiah Stane
- Gwyneth Paltrowová (český dabing: Simona Vrbická) jako Virginia „Pepper“ Pottsová
- Leslie Bibbová (český dabing: Kamila Špráchalová) jako Christine Everhartová
- Shaun Toub (český dabing: Jiří Balcárek) jako Jinsen
- Faran Tahir (český dabing: Zdeněk Hruška) jako Raza
- Clark Gregg (český dabing: Antonín Navrátil) jako agent Phil Coulson
- Bill Smitrovich (český dabing: ?) jako generál Gabriel
- Sayed Badreya (český dabing: ?) jako Abú Bakár

V dalších rolích se představili také Paul Bettany (hlas J.A.R.V.I.S.e) a Jon Favreau (Happy Hogan). V cameo rolích se ve filmu objevili i Stan Lee (zahrál si sám sebe) a Samuel L. Jackson (ředitel Nick Fury).

## Produkce
Celovečerní hraný film o Iron Manovi byl plánován již od roku 1990, kdy filmová práva zakoupilo studio Universal Studios. V dalších letech byla tato práva přeprodávána a protože se žádný z vyvíjených projektů nedočkal úspěšného konce, v roce 2005 je získal zpět Marvel. V listopadu toho roku začalo studio Marvel Studios s přípravou nového snímku – svého prvního samostatného celovečerního filmu, který se stal základem série Marvel Cinematic Universe.
Režisérem se v dubnu 2006 stal Jon Favreau, který zkompiloval dva různé scénáře, jejichž autory byly dvojice Art Marcum s Mattem Hollowayem a Mark Fergus s Hawkem Ostbym. Do titulní role Tonyho Starka, resp. Iron Mana, v září 2006 obsadil Roberta Downeyho Jr.
Natáčení filmu s rozpočtem 140 milionů dolarů probíhalo od března do června 2007.

## Vydání
Světová premiéra filmu Iron Man proběhla 14. dubna 2008 v australském Sydney. Do kin byl uváděn od 30. dubna téhož roku, přičemž v ČR se v kinodistribuci objevil 1. května a v USA 2. května 2008.

## Přijetí

### Tržby
V Severní Americe utržil snímek 318 412 101 dolarů, v ostatních zemích dalších 266 762 121 dolarů. Celosvětové tržby tak dosáhly 585 174 222 dolarů.

### Filmová kritika
Server Rotten Tomatoes udělil snímku známku 7,7/10 a to na základě 268 recenzí (z toho 251 jich bylo spokojených, tj. 94 %). Od serveru Metacritic získal film, podle 38 recenzí, celkem 79 ze 100 bodů.

### Ocenění
Film Iron Man byl nominován na Oscara v kategoriích Nejlepších vizuální efekty a Nejlepší střih zvuku. Získal také tři žánrové ceny Saturn (včetně vítězství v kategorii Nejlepší sci-fi film).

### Navazující filmy
Díky komerčnímu úspěchu snímku byly v letech 2010 a 2013 uvedeny do kin filmové sequely Iron Man 2 a Iron Man 3, které jsou rovněž součástí série Marvel Cinematic Universe (MCU). Titulní roli si v nich zopakoval Robert Downey Jr. Ve stejné roli se objevil i v dalších celovečerních filmech MCU.